# Trichogrammatoidea armigera
Trichogrammatoidea armigera är en stekelart som beskrevs av Manjunath 1972. Trichogrammatoidea armigera ingår i släktet Trichogrammatoidea och familjen hårstrimsteklar.
Artens utbredningsområde är:
- Colombia.
- Kenya.
- Peru.
- Filippinerna.
- Barbados.
- Dominica.
- Grenada.

Inga underarter finns listade i Catalogue of Life.